# Betty Barclay

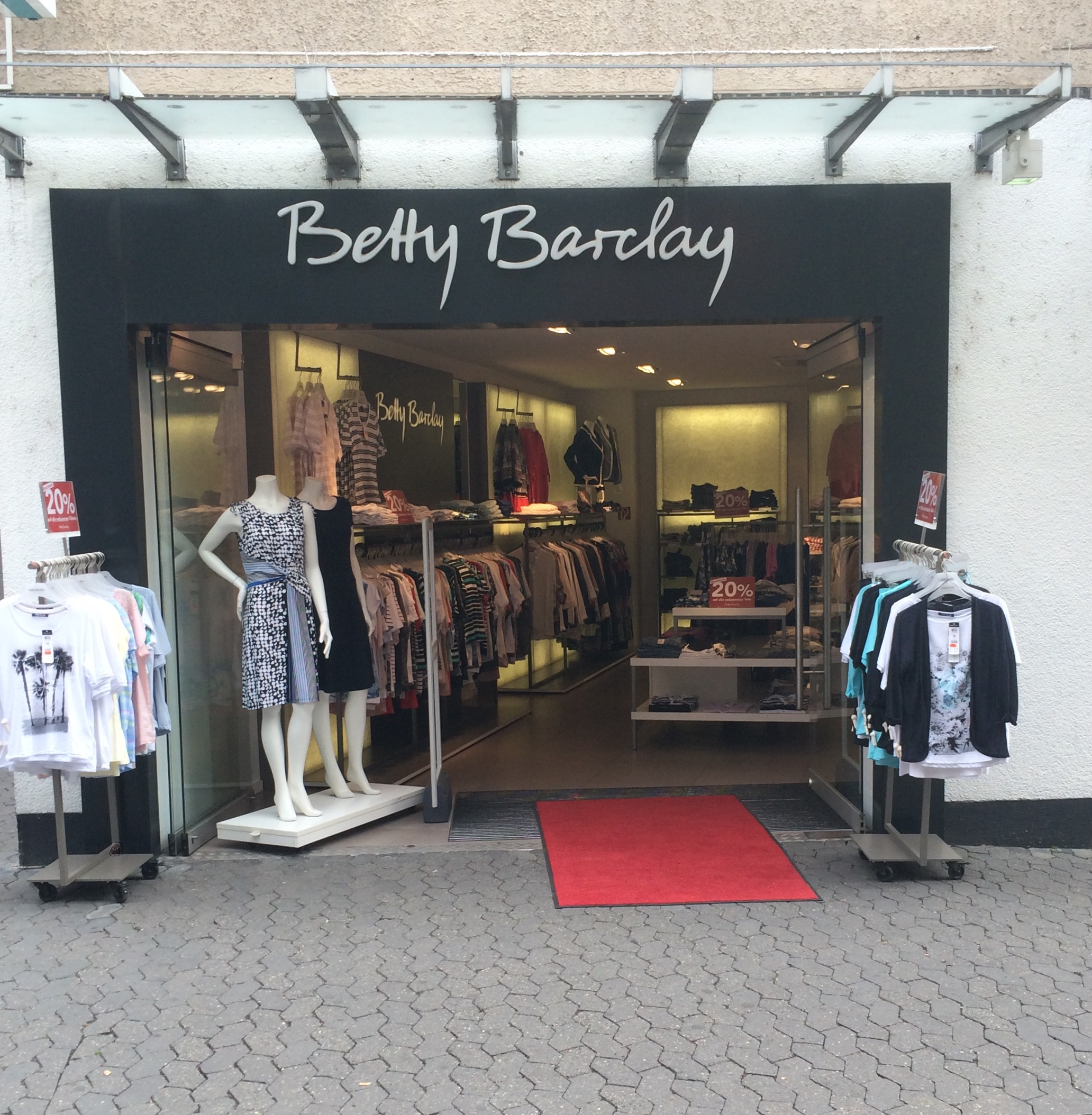
Betty Barclay-Ladengeschäft in Deutschland, 2015

Betty Barclay ist ein Bekleidungsunternehmen mit Sitz in Nußloch bei Heidelberg und Teil der Winter Holding GmbH & Co. KG.
Das Unternehmen produziert und vertreibt unter den Markennamen Betty Barclay, Gil Bret, Vera Mont und anderen Damenbekleidung im Mittelpreissegment. Parfüm, Schuhe und Accessoires werden für die verschiedenen Marken des Hauses über Produktlizenzen vertrieben.

## Geschichte
Im Jahr 1938 konnte Max Berk im Zuge der „Arisierung“ günstig die Mannheimer Wäschefabrik Eppstein & Gerstle kaufen, in der er selbst Lehrling gewesen war.
In einem Schreiben des Kreiswirtschaftsberaters der NSDAP Baden vom 15. Dezember 1938 heißt es dazu: „In der Anlage lege ich einen Kaufvertrag vor, wonach das Grundstück Band 172 Blatt 17 in Mannheim D 7,1 aus jüdischem Besitz an den Kaufmann Max Berk in Mannheim übergehen soll. Es handelt sich dabei um einen Nachtrag zu der Arisierung der jüdischen Firma Eppstein u. Gerstle, die Herr Berk im Juli d. J. vorgenommen hat.“
Max Berk stellte die Produktion auf Damenbekleidung um. Das Fabrikgebäude wurde im Zweiten Weltkrieg zerstört. 1945 lancierte Max Berk in Heidelberg eine Damenkollektion unter dem Namen Berk. 1955 reiste Berk in die USA und stieß dort auf die Werbefigur Betty Barclay, eine junge Frau mit Pferdeschwanz und Petticoat. Berk erwarb die Vertriebsrechte für Europa an der Modemarke Betty Barclay von der US-amerikanischen Jonathan-Logan-Gruppe und gründete die Betty Barclay Kleiderfabrik GmbH in Heidelberg.
Im Frühjahr entstand die erste Betty-Barclay-Kollektion. Die amerikanische Mode und der Werbestil funktionierten zwar nicht in Deutschland, doch übernahm Berk die Grundidee: Mode für eine einzige, abgegrenzte Zielgruppe. Betty Barclay richtete sich zunächst an weibliche Teenager mit niedrigem Budget.
1961 wurde die erste Kollektion der 1956 gegründeten Tochtergesellschaft und Marke Vera Mont präsentiert, ihr Schwerpunkt lag auf eleganter Abendgarderobe und Cocktailkleidern. Im Jahr 1968 kam die Marke Gil Bret dazu und erweiterte die Produktlinie um Hosenanzüge, Mäntel und Jacken. Das Umsatzvolumen stieg auf ca. 70 Millionen DM. In Nußloch bei Heidelberg entstand um 1968 auf ca. 15.000 m² die neue Firmenzentrale. Im Jahr 1972 erwarb Berk die weltweiten Marken- und Nutzungsrechte für die Marke Betty Barclay von der amerikanischen Logan-Gruppe. Berk wechselte 1982 in den Verwaltungsrat und übergab die Leitung der Unternehmensgruppe seinem Schwiegersohn Jürgen Hermann Winter (* 1944). Er gründete die Dachgesellschaft Winter Holding GmbH & Co. KG. und wurde geschäftsführender Gesellschafter.
1992 wurden die ersten Lizenzen für eigene Düfte an Mäurer & Wirtz vergeben. Im Jahr 1996/97 folgten Lizenzen für Schuhe und Accessoires. In Viernheim eröffnete 2002 das erste Betty-Barclay-Ladengeschäft, das Logo von Betty Barclay wurde modernisiert. Ab 2008 kooperierte Betty Barclay mit dem Handyhersteller Nokia, der 2010 ein Betty-Barclay-Mobiltelefon auf den Markt brachte.
In den 2010er Jahren wurden zahlreiche weitere Marken entwickelt oder erworben, unter anderem Cartoon, Betty & Co oder Amber & June. 2013 erschloss das Unternehmen mit einem Partner den chinesischen Markt.
Im Juni 2017 wechselte Jürgen H. Winter in den Beirat der Winter Holding GmbH & Co. KG und ist seither dessen Vorsitzender. Die seit 2013 bestellten Geschäftsführer Robert Küper und Manfred Plaar übernahmen die operative Gesamtverantwortung.

## Unternehmensstruktur

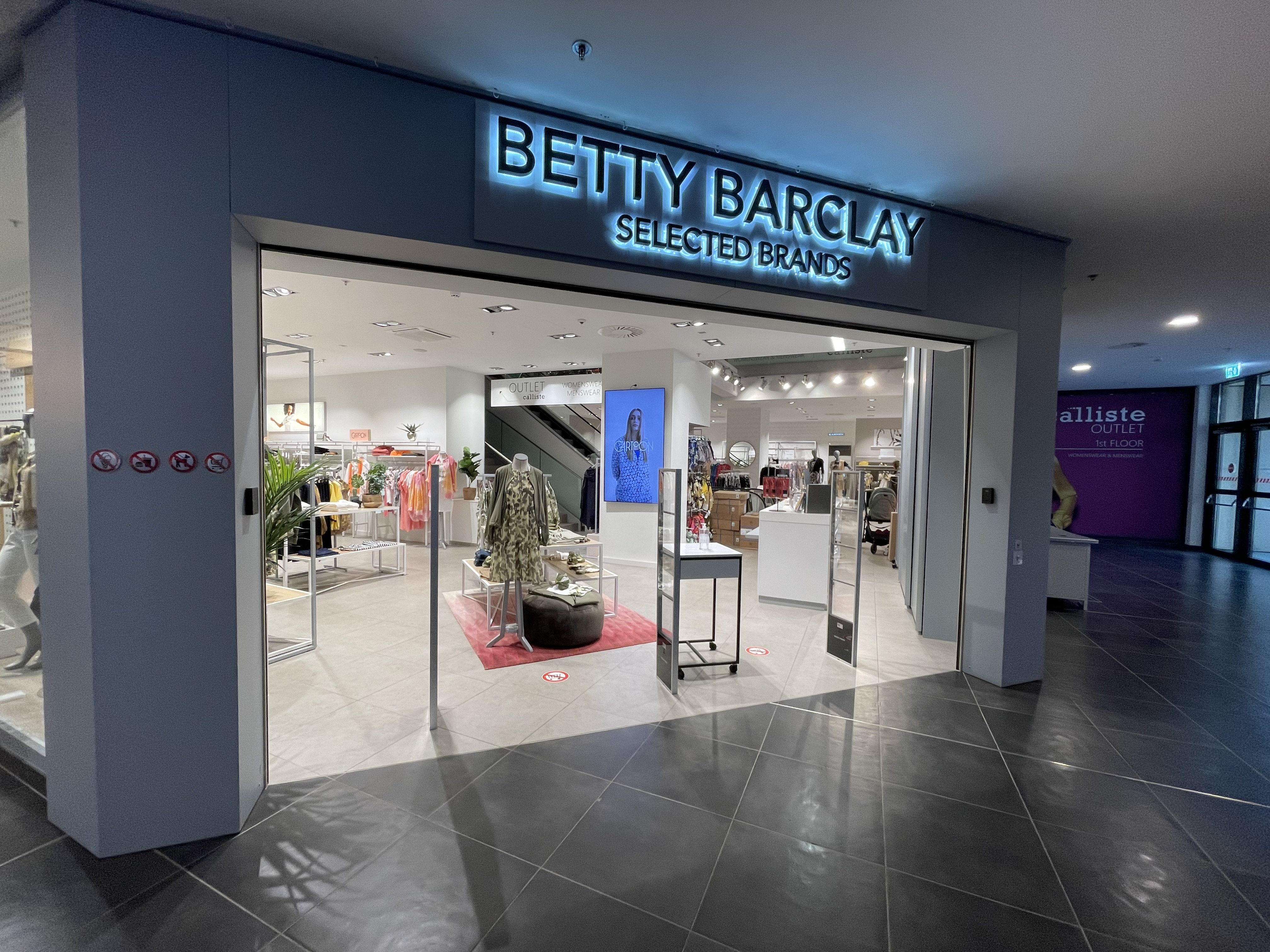
Ladengeschäft von Betty Barclay in Luxemburg, 2022

Als Dachgesellschaft steht die Winter Holding GmbH & Co. KG über den Untergesellschaften Betty Barclay GmbH & Co. KG und weiteren Tochterunternehmen. Seit dem Geschäftsjahr 2017/2018 wird das gesamte Portfolio der Betty Barclay Group unter der Gesellschaft Betty Barclay Group GmbH & Co. KG entwickelt und vertrieben. Neben diesem Unternehmen vermarktet – wie bislang auch – die Betty Barclay International GmbH Produkte in den internationalen Märkten. Eine weitere Vertriebsgesellschaft, die Pro Fashion GmbH, steht für die Vermarktung der Produkte im eigenen Onlineshop und den Ladengeschäften.
Die Produktion erfolgt in Osteuropa, Fernost, Griechenland und in der Türkei.

## Sportsponsoring
1999 begann Betty Barclay Sponsoring-Aktivitäten am Rennplatz Iffezheim. Von 1999 bis zur Einstellung 2002 sponserte das Unternehmen das WTA Hamburg als Betty Barclay Cup. Ab den frühen 2000er Jahren stattete Betty Barclay verschiedene Damen-Sportteams aus, darunter die deutsche Damen-Olympiamannschaft oder die deutsche Damen-Hockey-Nationalmannschaft. Des Weiteren trat Betty Barclay bei regionalen Golf- und Tennisturnieren (Betty Barclay Ladies Golf Tour, ATP München etc.) als Sponsor auf.

## Textilsammlung Max Berk
1978 kaufte Berk in Ziegelhausen eine Kirche und eröffnete darin das Museum Textilsammlung Max Berk, das seit 2002 zum Kurpfälzischen Museum Heidelberg gehört.